# 巴拉萊島
巴拉萊島是所羅門群島的島嶼，由西部省負責管轄，屬於肖特蘭群島的一部分，長約2公里。第二次世界大戰期間，日本軍隊在1942年於該島興建機場。

## 外部連結
- Encyclopædia Britannica
- Roll of Honour Site （页面存档备份，存于）
- Ballale Airfield （页面存档备份，存于）